# Opuštěný (seriál)
Opuštěný (v anglickém originále: Uncoupled) je americký romanticky-komediální televizní seriál. Za seriálem stojí tvůrci Darren Star (známý za Sex ve městě) a Jeffrey Richman (známý za Taková moderní rodinka). Seriál měl premiéru na Netflixu 29. července 2022. A následně byl Netflixem po první sérii zrušen. Druhá série byla objednána pro Showtime.
Příběh se točí kolem čerstvě svobodného Michaela ztvárněného Neil Harrisem, kterého po sedmnácti letech znenadání opustil partner. Najednou čelí Michael problémům svobodného čtyřicátníka a začíná opět randit.

## Obsazení

### Hlavní
- Neil Patrick Harris jako Michael Lawson, newyorský realitní agent
- Tuc Watkins jako Colin McKenna, Michaelův bývalý
- Tisha Campbell jako Suzanne Prentiss, Michaelova obchodní partnerka
- Marcia Gay Harden jako Claire Lewis, bohatá žena, kterou opustil její manžel a stala se klientkou Michaela
- Emerson Brooks jako Billy Burns, televizní meteorolog a jeden z Michaelových nejlepších přátel
- Brooks Ashmanskas jako Stanley James, obchodník s uměním a jeden z Michaelových nejlepších přátel

### Vedlejší
- André De Shields jako Jack, starší Michaelův soused
- Colin Hanlon jako Jonathan 1, jeden z Michaelových nejlepších přátel
- Jai Rodriguez jako Jonathan 2, jedním z Michaelových nejlepších přátel
- Nic Rouleau jako Tyler Hawkins, realitní makléř a rival Michaela a Suzanne
- Jasai Chase Owens jako Kai Prentiss, Suzannin syn
- Stephanie Faracy jako Lisa Lawson, Michaelova matka
- Byron Jennings jako Ben Lawson, Michaelův otec

## Seznam dílů
| Č. | Název     | Český název | Režie          | Scénář                                 | Premiéra          |
| -- | --------- | ----------- | -------------- | -------------------------------------- | ----------------- |
| 1  | Chapter 1 | 1. kapitola | Andrew Fleming | Darren Star a Jeffrey Richman          | 29. července 2022 |
| 2  | Chapter 2 | 2. kapitola | Andrew Fleming | Darren Star                            | 29. července 2022 |
| 3  | Chapter 3 | 3. kapitola | Zoe Cassavetes | Jeffrey Richman                        | 29. července 2022 |
| 4  | Chapter 4 | 4. kapitola | Zoe Cassavetes | Abraham Higginbotham                   | 29. července 2022 |
| 5  | Chapter 5 | 5. kapitola | Andrew Fleming | Don Roos                               | 29. července 2022 |
| 6  | Chapter 6 | 6. kapitola | Andrew Fleming | Aeysha Carr a Robin Schiff             | 29. července 2022 |
| 7  | Chapter 7 | 7. kapitola | Petr Lauer     | Abraham Higginbotham a Ira Madison III | 29. července 2022 |
| 8  | Chapter 8 | 8. kapitola | Petr Lauer     | Darren Star a Jeffrey Richman          | 29. července 2022 |